# Ртвели
Ртвели (груз. რთველი) — многодневный праздник сбора урожая винограда в Грузии. Не привязан к календарной дате, а зависит от времени сбора урожая винограда в конкретных краях страны.  Обычно приходится на конец сентября в Кахетии (где расположено большинство грузинских виноградников) и на середину октября в западной Грузии (включая регион Рача-Лечхуми). 

Чем более жаркое и засушливое лето, тем раньше начинается сбор винограда. Так, например, после жаркого лета 2010-го года сбор винограда в Грузии начался на две недели раньше обычного срока 

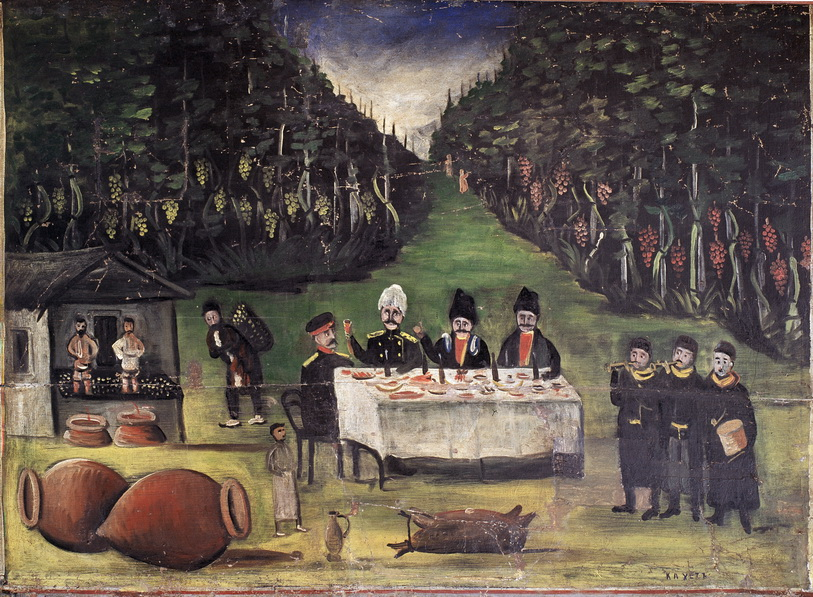
Ртвели на картине Нико Пиросмани

Традиции ртвели восходят к древним временам и коренятся, по-видимому, в языческом празднике урожая. Ртвели – семейный праздник: на него приезжают все родственники семьи виноделов. Сбор ягод осуществляют с раннего утра и до вечера, когда виноград  давят либо ногами в больших чанах или в специальных давилках. При этом сок сливается в огромные керамические кувшины квеври, закопанные в землю в погребе марани. 
Винный погреб обеспечивает нужную температуру для брожения виноградного сусла. До начала слива сока квеври опустошают от прошлогоднего вина и чистят. Свежевыжатый сок сливают в чистые  квеври и оставляют бродить. Подробнее о традиционной грузинской технологии производства вина см. Виноделие в Грузии.
Каждый вечер этого многодневного праздника сопровождается частыми застольями, с исполнением народных песен, танцами, многоголосым пением. Во время ртвели употребляют прошлогоднее вино, чтобы освободить сосуды для нового урожая. Длится праздник до нескольких дней, пока не будет убран весь урожай винограда.
Посещение ртвели — одна из основных форм винного туризма в Грузии. Туристам предлагают не только посетить виноградники и винные погреба (а также продегустировать и приобрести местные вина), но зачастую и принять непосредственное участие в уборке урожая с полей.